# John Thompson (sociòleg)
John Brookshire Thompson és catedràtic de Sociologia a la Universitat de Cambridge i membre de la junta directiva del Jesus College, Cambridge. Ha estudiat la influència dels mitjans de comunicació en la formació de les societats modernes. Un dels temes claus en el seu treball és el paper dels mitjans de comunicació en la transformació de l'espai i el temps en la vida social i la creació de noves formes d'acció i interacció més enllà de paradigmes temporals i espacials. Fortament influït per l'Hermenèutica, estudia la comunicació i els seus usos lligats al context social. Altres temes clau en el treball de Thompson són: la transformació de la visibilitat, els mitjans de comunicació i la tradició i finalment, la identitat i el projecte simbòlic.
Es va graduar en filosofia, sociologia i antropologia social a la Universitat Keele. Ha estudiat la influència dels mitjans de comunicació en la formació de les societats modernes.
En el seu llibre "Ideologia i cultura moderna", teoria crítica social en la comunicació de masses estudia la teoria com la ideologia comporta a la societat moderna. William Outhwaite de la Universitat de Sussex va dir que l'obra és “un treball pioner que sens dubte es convertirà en un dels textos fonamentals de la teoria de la ideologia”.
Al seu llibre The political scandal. Power and visibility in the Media Age explica com l'escàndol i els seus sucedanis guanyen protagonisme davant la política de fons.

## Publicacions destacades
- Thompson, John B.: Studies in the Theory of Ideology (Berkeley-Los Angeles, 1984).
- Thompson, John B.: Ideology and Modern Culture (Stanford, 1991).
- Thompson, John B.: The Media and Modernity: A Social Theory of the Media (Stanford, 1995).
- Thompson, John B.: Political Scandal: Power and Visibility in the Media Age (Blackwell, 2000).
- Thompson, John B.: Books in the Digital Age: The Transformation of Academic and Higher Education Publishing in Britain and the United States (Polity, 2005).
- Thompson, John B.: Merchants of Culture (Polity, 2010)